# Velizar Černokožev
Velizar Černokožev (in bulgaro Велизар Чернокожев?; Trjavna, 23 aprile 1995) è un pallavolista bulgaro, opposto dell'Al-Ittihad.

## Carriera

### Club
La carriera di Velizar Černokožev inizia nel 2008, quando entra nel settore giovanile del Levski Sikonko, in seguito Levski Volej. Nella stagione 2013-14 fa il suo esordio da professionista in Superliga col Levski Bool, mentre nell'annata 2015-16 passa al Dobrudža, vincendo lo scudetto.
Nel campionato 2016-17 firma il suo primo contratto all'estero, approdando alla formazione Italiana della Sir Safety Perugia, impegnata in Serie A1. Nel campionato seguente ritorna brevemente al Dobrudža, che lascia nel novembre 2017 per terminare l'annata nella Efeler Ligi turca con l'Halkbank, col quale vince la Coppa di Turchia e lo scudetto.
Torna al Dobrudža per la terza volta nella stagione 2018-19, mentre nella stagione seguente si accasa al Tokat, vincendo la BVA Cup: nel corso dell'annata però lascia il club turco per approdare in Oman, vincendo il titolo nazionale con l'Al-Salam. Successivamente emigra in Arabia Saudita, ingaggiato dall'Al-Ittihad.

### Nazionale
Fa tutta la trafila nelle selezioni giovanili bulgare, ricevendo convocazioni nelle selezioni Under-19, Under-20, Under-21 e Under-23 tra il 2013 e il 2016.
Nel 2015 riceve le prime convocazioni in nazionale maggiore, vincendo la medaglia d'argento ai I Giochi europei.

## Palmarès

### Club
- Campionato bulgaro: 1

2015-16
- Campionato turco: 1

2017-18
- Campionato omanita maschile: 1

2019-20
- Coppa di Turchia: 1

2017-18
- BVA Cup: 1

2019

### Nazionale (competizioni minori)
- Giochi europei 2015